# Ghomrassen

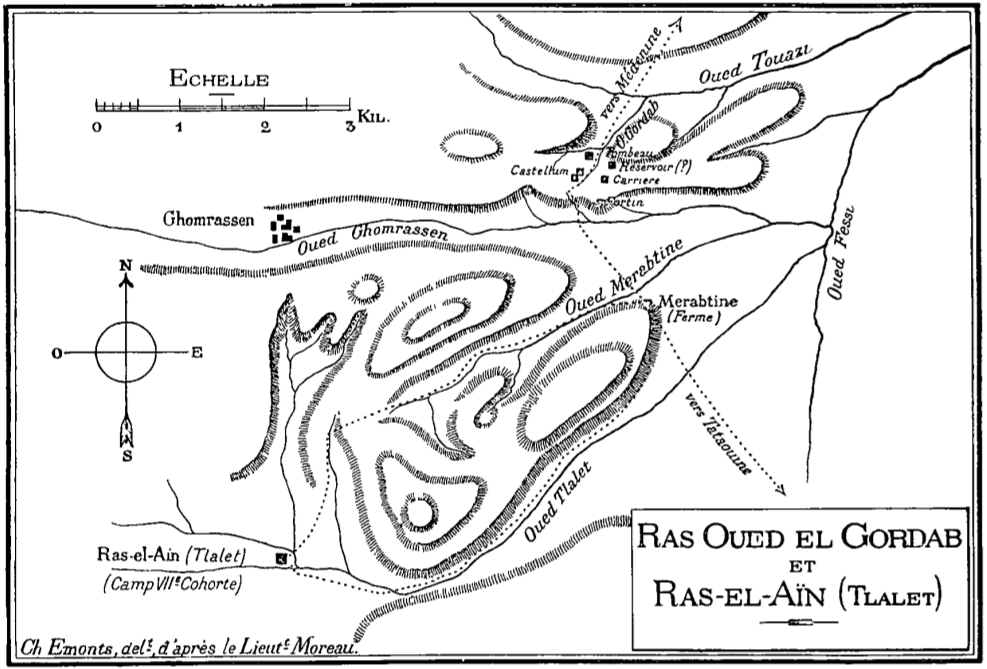
Mapa da região de Ghomrassen datado de 1904 onde é indicada a localização dos vestígios romanos

Ghomrassen ou Ghoumrassen (em árabe: غمراسن) é uma pequena cidade do sul da Tunísia e a capital da delegação (espécie de distrito ou grande município) homónima, a qual faz parte da província (gouvernorat) de Tataouine. Em 2004, o  município tinha 11 383 habitantes.
Situa-se numa zona desértica de colinas e planícies, 40 km a sudeoeste de Medenine, 22 km a noroeste de Tataouine, 100 km a oeste de Ben Gardane, 125 km a sudeste de Gabès e 500 km a sul de Tunes (distâncias por estrada). Nos seus arredores encontram-se várias pequenas aldeias e ksour tradicionais, que atraem alguns turistas, como Ksar Hadada, Ksar El Ferch (Elferch), Elhorria, Ksar Elmorabitin e Guermessa.
O nome da cidade inspirou George Lucas o nome de uma das três luas do planeta natal de Luke Skywalker na saga cinematográfica Star Wars. Algumas cenas do filme Star Wars Episódio IV: Uma Nova Esperança foram filmados na aldeia vizinha de Ksar Hadada.[carece de fontes?]

## Etimologia
Alegadamente, o nome provém do termo berbere ghom, que significa "tribo" ou "chefe". Segundo uma lenda local, o nome provém de duas palavras — Ghom Rassi (نغم راسي) — pronunciadas por um de sete irmãos vindos da região de Saguia el Hamra, no norte do Saara Ocidental, no século XV para povoar o sul da Tunísia, descendentes da confederação tribal dos Ouerghemma (كنفدرالية ورغمة). Aquele irmão ter-se-ia instalado onde é atualmente Ghomrassen, fundando a localidade, enquanto que os seus irmãos se espalharam pela região — Wederni (الودرني) e Jlidi (الجليدي) fundaram Tataouine; Touzni (التوزني) fundou Medenine e Ben Gardane; Houioui (الحويوي) fundou Beni Khedache e Khzouli (الخزولي) fundou Oum Ettemr. Outro irmão, Tarhouni (الترهوني), foi para a Líbia e lá fundou Tarhounah.[carece de fontes?]

## Geografia
A cidade encontra-se numa região de montes áridos, no que outrora foi um oásis. A maior parte dos poços que alimentavam o oásis desapareceram com a expansão urbanística. A temperatura anual média é de 22°C e a precipitação varia entre os 88 mm e os 157 mm. [carece de fontes?]
O município encontra-se dividido em váriuos setores ou imadas, cada um deles encabeçado por um omda.

## História
Na vizinhança de Ghomrassen há diversos vestígios pré-históricos em grutas decoradas com pinturas rupestres que datam do Neolítico, o exemplo que se conhece mais a norte em África, as quais estão em muito mau estado devido ao clima e ao vandalismo. Durante o período romano, a região fazia parte do Limes Tripolitanus, a linha de defesa fronteiriça do Império, e há diversos vestígios desse tempo, nomeadamente o castelo de Ras el Oued Gordab, a nordeste, e o campo militar de Talalati (Ras El Aïn Tlalet), a sul.
A região é também rica em fósseis de dinossauros.

## Economia
A economia local baseia-se na agricultura e nas remessas financeiras dos emigrantes. A região tem muitas oliveiras e culturas hortícolas. Um dos produtos agrícolas mais importantes economicamente é o espargo, o qual se destina principalmente à exportação. A produção de carne e leite também é relevante.[carece de fontes?]
No entanto, a maior parte dos locais são emigrantes que vivem e trabalham fora da região, sobretudo no norte da Tunísia, França e Canadá, mas também na Alemanha,  Estados Unidos, Itália e Médio Oriente. As suas remessas em divisas estrangeiras, especialmente euros, constitui uma boa parte do capital usado no desenvolvimento económico local, e são aplicadas sobretudo no mercado imobiliário.[carece de fontes?]

### Gastronomia
A pastelaria tradicional de Ghomrassen goza de alguma celebridade em toda a Tunísia. Destacam-se a massa frita chamada f´taier, mas há outros, como makroud, zlabia, youyou, m´kharak, etc. O ofício de ftayri (الفطائري; pasteleiro de f´taier) é praticado há séculos em toda a Tunísia e até noutras partes do mundo. Alegadamente, os célebres bolos de mel (zlabias) de Béja foram introduzidos naquela cidade do norte da Tunísia por imigrantes com origem em Ghomrassen, que juntaram à receita original produtos regionais de Béja, como a manteiga clarificada (líquida) de ovelha e/ou cabra chamada smen.[carece de fontes?]